# Docosia aceus
Docosia aceus är en tvåvingeart som beskrevs av Garrett 1925. Docosia aceus ingår i släktet Docosia och familjen svampmyggor.
Artens utbredningsområde är British Columbia. Inga underarter finns listade i Catalogue of Life.